# Карјер на Сени
Карјер на Сени (фр. Carrières-sur-Seine) насеље је и општина у Француској у региону Париски регион, у департману Ивлен која припада префектури Сен Жермен ан Ле.
По подацима из 2011. године у општини је живело 15.441 становника, а густина насељености је износила 3075,9 становника/km². Општина се простире на површини од 5,02 km². Налази се на средњој надморској висини од 52 метара (максималној 58 m, а минималној 23 m).

## Демографија
| 1962. | 1968.  | 1975.  | 1982.  | 1990.  | 1999.  | 2011.  |
| ----- | ------ | ------ | ------ | ------ | ------ | ------ |
| 7.458 | 11.713 | 11 733 | 11 399 | 11.469 | 12.050 | 15.441 |

График промене броја становника у току последњих година